# Chimako Tada
Chimako Tada (多田智満子, Tada Chimako, 1er avril 1930 - 23 janvier 2003) est une poétesse japonaise réputée pour son style surréaliste et l'évocation de l'expérience des femmes dans l'après-guerre au Japon. Elle est l'auteur de plus de 15 livres de poésie japonaise et de traduction en prose et de la poésie française. Tada écrit dans le style traditionnel, tels que tanka et haïku, ainsi que la poésie en prose contemporaine.

## Œuvres de Tada

### Volumes de poésie
- Hanabi (Tokyo: Shoshi Yuriika, 1956)
- Tōgijo (Tokyo: Shoshi Turiika, 1960)
- Bara uchū (Tokyo: Shōshinsha, 1964)
- Kagami no machi arui wa me no mori (Tokyo: Shōshinsha, 1968)
- Nise no nendai ki (Tokyo: Yamanashi Shiruku Sentā, 1971)
- Tada Chimako shishū (Tokyo: Shichōsha, 1972)
- Suien: Tada Chimako kashū (Kōbe: Bukkusu Kobe, 1975)
- Hasu kuibito (Tokyo: Shoshi Ringoya, 1980)
- Kiryō (Tokyo: Chūsekisha, 1983)
- Hafuribi (Tokyo: Ozawa Shoten, 1986)
- Teihon Tada Chimako shishū (Tokyo: Sunagoya Shobō, 1994)
- Kawa no hotori ni (Tokyo: Shoshi Yamada, 1998)
- Nagai kawa no aru kuni (Tokyo: Shoshi Yamada, 2000)
- Kaze no katami (Saitama: Yūhin Bunko, Fukiage-chō, 2003)
- Fū o kiru to (Tokyo: Shoshi Yamada, 2004)
- Yūsei no hito: Tada Chimako kashū (Saitama: Yūshin Bunko, Fukiage-chō, 2005)

### Traductions
- Hadorianusu tei no kaisō (Mémoires d’Hadrien) par Marguerite Yourcenar. Tokyo: Hakusuisha, 1964.
- San-Jon Perusu shishū (Poésies de Saint-John Perse) par Saint-John Perse. Tokyo: Shichōsha, 1967.
- Revi-Sutorōsu to no taiwa (Entretiens avec Claude Lévi-Strauss) par Georges Charbonnier. Tokyo: Misuzu Shobō, 1970.
- Hariogabarusu: Mata wa taikan seru anākisuto (Héliogabale, ou, L’anarchiste couronné) par Antonin Artaud. Tokyo: Hakusuisha, 1977.
- Tōhō kitan (Nouvelles orientales) par Marguerite Yourcenar. Tokyo: Hakusuisha, 1980.
- Raion (Le lion) par Joseph Kessel. Tokyo: Nihon Buritanika, 1981.
- Hi (Feux) par Marguerite Yourcenar. Tokyo: Hakusuisha, 1983.
- Tsumibito (Le malfaiteur) par Julien Green. Cotraduit avec Inoue Saburō. Kyoto: Jinbun Shoin, 1983.
- Piranēji no kuoi nōzui (Le cerveau noir de Piranese) par Marguerite Yourcenar. Tokyo: Hakusuisha, 1985.